# Чжан Цзяці (стрибунка у воду)
Чжан Цзяці (кит.: 張家齊, нар. 28 травня 2004) — китайська стрибунка у воду, олімпійська чемпіонка Олімпійських ігор 2020 року.

## Виступи на Олімпіадах
| Олімпіада  | Дисципліна                 | Місце |
| ---------- | -------------------------- | ----- |
| Токіо 2020 | синхронна вишка, 10 метрів | 1     |